# 泣き虫TREASURES
「泣き虫TREASURES」（なきむしトレジャーズ）は、ミルキィホームズの4枚目のシングル。2012年2月22日にLantisから発売された。

## 概要
前作『ナゾ! ナゾ? Happiness!!』から2ヶ月連続リリースとなる。表題曲の『泣き虫TREASURES』はテレビアニメ『カードファイト!! ヴァンガード』のエンディングテーマ曲に起用された。なお、他作品とのタイアップは今回が初となる。
ジャケットはアニメスタジオでの描き下ろしイラストとなっており、『カードファイト!! ヴァンガード』のキャラクターである先導アイチと櫂トシキが描かれている。
また、初回生産分のみ特典として「カードファイトパック Vol.4」が1パック（全6種よりランダムで1枚）封入されていた。

## 収録曲
（全作詞：こだまさおり）
1. 泣き虫TREASURES [4:39]
作曲・編曲：河田貴央[1]
  - テレビアニメ『カードファイト!! ヴァンガード』5代目エンディングテーマ
2. 勝利ノキズナ [5:18]
作曲：山田高弘、編曲：中西亮輔[1]
3. 泣き虫TREASURES（Off Vocal）
4. 勝利ノキズナ（Off Vocal）